# Christoph Wehrli
Christoph Wehrli (* 29. Juli 1928 in Zürich; † 23. September 2010) war ein Schweizer Mathematiker, Mechaniker und Professor an der ETH Zürich.

## Leben
Wehrli studierte von 1948 bis 1952 Mathematik an der Abteilung IX an der ETH Zürich. Von 1951 war er Assistent für technische Mechanik bei Hans Ziegler, bei dem er 1955 promovierte. Während der Assistentenzeit unterrichtete Wehrli auch an der kantonalen Oberrealschule und am Kantonalen Gymnasium in Zürich als Vikar oder Hilfslehrer. Er war von 1961 bis 1964 Assistenzprofessor für Technische Mechanik in deutscher Sprache an der ETH Zürich. Der Bundesrat beförderte ihn 1964 zum ausserordentlichen Professor für das gleiche Lehrgebiet. Von 1970 bis 1995 war er ordentlicher Professor an der ETH Zürich. Während seiner Amtszeit übernahm er zudem die Aufgabe eines Delegierten des Rektors für Studienfragen sowie Diplomstudien und war anschliessend Prorektor des gleichen Gebietes.

## Publikationen (Auswahl)
- Christoph Wehrli: Kritische Drehzahlen von Wellen mit kurzen Lagern unter konservativer Torsion. Diss. Math. ETH Zürich, Nr. 2566, S. 1956 (ethz.ch [PDF; 1,5 MB]).